# Рогув (Малопольське воєводство)
Рогув (пол. Rogów) — село в Польщі, у гміні Козлув Меховського повіту Малопольського воєводства.
Населення — 134 особи (2011).
У 1975-1998 роках село належало до Келецького воєводства.

## Демографія
Демографічна структура станом на 31 березня 2011 року:
|          | Загалом | Допрацездатний вік | Працездатний вік | Постпрацездатний вік |
| -------- | ------- | ------------------ | ---------------- | -------------------- |
| Чоловіки | 76      | 12                 | 48               | 16                   |
| Жінки    | 58      | 7                  | 27               | 24                   |
| Разом    | 134     | 19                 | 75               | 40                   |